# Chrysso octomaculata
Chrysso octomaculata là một loài nhện trong họ Theridiidae.
Loài này thuộc chi Chrysso. Chrysso octomaculata được Friedrich Wilhelm Bösenberg & Embrik Strand miêu tả năm 1906.